# Festuca arvernensis
Espèce
Classification phylogénétique
La fétuque d'Auvergne (Festuca arvernensis) est une espèce de plantes monocotylédones de la famille des Poaceae (graminées), originaire de France (Auvergne).
Noms vernaculaires : fétuque d'Auvergne (français), festuca arvèrnica (espagnol).

## Synonymes
Selon Catalogue of Life (10 juillet 2016) : 	
- Festuca cinerea var. glauca Stohr,
- Festuca glauca Lam., nom. illeg.,
- Festuca glauca var. donacella Wallr.,
- Festuca glauca var. juncea Wallr.,
- Festuca ovina subsp. glauca (P.Beauv.) Hack. ex Hegi,
- Schedonorus glaucus P.Beauv.

## Description
C'est une plante herbacée vivace, haute de 30 à 60 cm.
L'inflorescence est une panicule ouverte et dense de 4 à 6,5 cm de long. Les épillets comptent de 3 à 5 fleurons fertiles.

## Répartition et habitat
C'est une herbacée des pelouses basophiles médioeuropéennes occidentales.
En Europe, elle est presque exclusivement présente dans le Massif central  et croît dans les landes à genêt purgatif, les pelouses sèches et les fentes des roches siliceuses ou basaltiques.
Aux États-Unis, l'espèce serait présente en Californie et au Nouveau-Mexique sans que l'on sache vraiment s'il s'agit bien de Festuca arvernensis ou d'une variante de Festuca glauca. Elle a en tout cas été introduite. Elle est nommée parfois dans ce pays Fétuque des Champs (Field Fescue).

## Utilisation
C'est un fourrage comme toutes les fétuques.
La capacité de Festuca arvernensis de se développer dans un site très pollué est à l'étude.

## Liste des sous-espèces
Selon Tropicos (10 juillet 2016) :
- sous-espèce Festuca arvernensis subsp. costei (St.-Yves) Auquier & Kerguélen